# プリヤンカー・チョープラー
プリヤンカー・チョープラー（ヒンディー語: प्रियंका चोपड़ा、1982年7月18日 - ）はインドの女優、モデル。20世紀最後のミス・ワールド優勝者。2018年7月にアメリカ合衆国の歌手ニック・ジョナスと婚約、12月に結婚した。

## 主な出演作品

### 映画
- Andaaz (2003)
- DON -過去を消された男- Don (2006)
- Fashion (2008)
- Kaminey (2009)
- 7 Khoon Maaf (2011)
- 闇の帝王DON 〜ベルリン強奪作戦〜 Don 2 (2011)
- バルフィ! 人生に唄えば Barfi! (2012)
- クリッシュ krrish 3 (2012)
- プレーンズ Planes (2013) 声の出演
- ワダラの抗争 Shootout at Wadala (2013)
- ベイウォッチ Baywatch (2017)
- ロマンティックじゃない? Isn't It Romantic? (2019)
- ヒーローキッズ We Can Be Heroes (2020)
- ザ・ホワイトタイガー The White Tiger (2021)
- マトリックス レザレクションズ The Matrix Resurrections (2021)
- Love Again (2023)
- ヘッド・オブ・ステイト Head on State (2025)

### テレビシリーズ
- クワンティコ/FBIアカデミーの真実 Quantico (2015-2018)
- シタデル Citadel (2023)